# 全国自動車競走大会 (1925年)
1925年（大正14年）12月の全国自動車競走大会（ぜんこくじどうしゃきょうそうたいかい）は、日本の東京市洲崎（砂町）において開催された四輪自動車レースである。日本自動車競走大会の第8回大会にあたる。

## 主なトピック

### 1920年代最後の開催
この第8回大会は、日本自動車競走大会としては1920年代最後の大会になったと考えられている。開催地は各所を転々として毎回異なることに加えて、いずれの開催地も劣悪な路面状況に悩まされたため参加者らの不満が高まり　それを解消する適当なサーキットが見つからなかったことから、以降、1934年（昭和9年）までの期間はレースは開催されなくなる。

### オートモ号の参戦と活躍

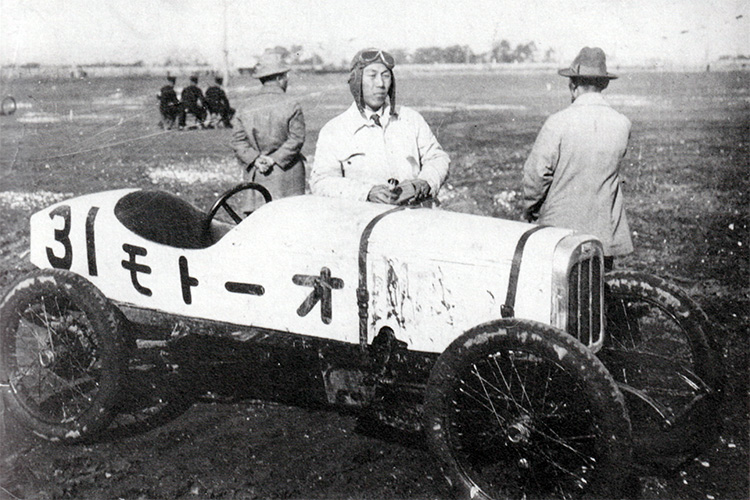
オートモ号（レース仕様）。市販仕様とは形状が大きく異なる。

この大会では、それまで輸入車を改造した車両で参戦していた白楊社が、自社製の純国産車であるオートモ号をレース仕様のシングルシーターに仕立てて参戦し、大きな話題を呼んだ。
これまでの参戦車両は、日本国内で大幅な改造を施された車両も多かったとはいえ、いずれも米国車をベースとしたものであり、純国産車をベースにした車両の参戦もこのオートモ号が初めてだった。
同車は参戦した各レースにおいても活躍し、予選グループを1位で通過し、決勝レースでは路面に深い轍や大穴ができたことからほとんどの車両が足回りにトラブルを来たして脱落していく中、優勝したカーチス号とオートモ号の2台だけが完走し、オートモ号は初参戦で総合2位に入るという快挙を演じる。
純国産車であるオートモ号の活躍は観客を大いに沸かせ、レース後に観客らが白楊社の社主である豊川順彌を胴上げしたと伝えられている。

## 会場
開催地名は第1回大会、第2回大会と同じ「洲崎埋立地」だが、両大会で会場として使用された敷地にはこの時点ですでに工場が建っており、この第8回大会では東側に造成された新しい埋立地が会場となった。
当初の予定では11月22日(日)に開催予定だったが、雨天となり、ぬかるんだ路面が危険と判断され、11月29日(日)に延期された。そこからさらに12月6日(日)に延期され、開催が実現した。
会場の路面は砂地に近く、もともと柔らかいものだったが、12月6日の開催日の前の数日は天候が良かったため、路面は固くなっており、希望が持たれた。しかし、開催当日の路面は朝は問題なかったが、海抜数フィートに位置する埋立地であることから、午後になって潮が満ちてくるとコースの一部は水没を始め、ギアチェンジが必要な個所が3か所も増えるという状況となった。開催日の前に行われた試走の段階では1周を楽に1分以下で周回できるという予想がされていたが、実際のレースでは路面状況の悪化によりその速度を保つことは次第に難しくなっていった。
時間が進むにつれて状況は悪くなっていき、主催者のNARCは、最終レースを当初予定していた20マイル（20周）ではなく15マイル（15周）に短縮して開催することを決断せざるを得なくなった。
開催に立ち会った警察からも「余程コースの修繕を行わなければ、次回からは許可はむづかしいだろう」と苦言が呈された。

## 内容
路面状況が劣悪であったことから参加車両の速度は速くなかったものの、開催プログラムは予定通りに進み、いくつかのレースはスリリングな展開となった。
中でもこの大会で特筆されるのはオートモ号の活躍で、同車は予選の第1レースで1着、もうひとつのレースで4着を獲得して決勝に進み、決勝レースでは100馬力を超える出力を誇る航空機用エンジンを搭載した車両を相手に、10馬力に満たない非力なエンジンを搭載したオートモ号が善戦し、他の車両がリタイアしていく中、安定した走りを見せて2位を獲得した。（→#決勝レース）
開催された各レースの上位3名にはそれぞれ銀牌が贈られ、決勝レースの勝者の榊原には賞金として500円が贈られた。

## エントリーリスト
| 車番  | ドライバー | ライディングメカニック | 車両名                       | 馬力 | 補足                                                           |
| ----- | ---------- | ---------------------- | ---------------------------- | ---- | -------------------------------------------------------------- |
| 3     | 内山駒之助 | (なし)                 | ホール・スコット             | 200  | 航空機用エンジン搭載車。                                       |
| 4     | 丸山哲衛   | 高根                   | ロジャー                     | 20   |                                                                |
| 8     | 内山辰雄   | 竹尾                   | チャルマー・マスターシックス | 25   |                                                                |
| 9     | 澤口       | 矢崎                   | オークランド                 | 19   | 1918年型の車両で、この個体はタクシー車両として用いられていた。 |
| 11    | 森田（憲） | 後藤                   | デビス                       | 25   |                                                                |
| 14    | 森田一郎   | 後藤                   | ピアース・アロー             | 50   |                                                                |
| 18    | 中村       | 若林                   | チャンドラー                 | 30   | 開催前の記事では「関根」がドライバーとして報じられていた。     |
| 20    | 藤本軍次   | 柳本                   | アート・ダイムラー           | 100  | 航空機用エンジン搭載車。                                       |
| 21    | 榊原真一   | 本田宗一郎             | アート・カーチス             | 160  | 航空機用エンジン搭載車。                                       |
| 22    | 石川元吉   | 小林                   | キャデラック（1922年型）     | 32   |                                                                |
| 23    | 松平       | 石田                   | オーバランド                 | 18   |                                                                |
| 31    | 堺孝       | (なし)                 | オートモ号                   | 9    | 一人乗り。参戦した車両の中で唯一の純国産車両。                 |
|       | Tanaka     |                        | ロコモビル                   |      | 出場予定者として名がある。実際に参加したのかは不明。           |
|       | Sawada     |                        | キャデラック（1912年型）     |      | 出場予定者として名がある。実際に参加したのかは不明。           |
|       | S. Sakai   |                        | リーガル                     |      | 出場予定者として名がある。実際に参加したのかは不明。           |
| 出典: |            |                        |                              |      |                                                                |

- 第7回大会まで参戦を続けていた関根宗次は第7回大会後に自身の車両であるプレミアを手放したため、この第8回大会には出走せず、運営側で参画した[8][15][16]。

## 各レースの1着
当初の予定では9回のレースの内、5マイルレースが3回、10マイルレースが4回、15マイルレースと決勝の20マイルレースが1回ずつ行われる予定だったが、最後の2レースは距離が短縮されている。
| レース (距離) 1周 = 約1マイル | 1着  | 1着        | 1着                    | 1着     | 2着  | 2着        | 2着                    | 2着     | 3着  | 3着        | 3着                    | 3着    | 補足                                |
| レース (距離) 1周 = 約1マイル | 車番 | ドライバー | 車両の登録名（車両名） | タイム  | 車番 | ドライバー | 車両の登録名（車両名） | タイム  | 車番 | ドライバー | 車両の登録名（車両名） | タイム | 補足                                |
| ----------------------------- | ---- | ---------- | ---------------------- | ------- | ---- | ---------- | ---------------------- | ------- | ---- | ---------- | ---------------------- | ------ | ----------------------------------- |
| 第1レース（5マイル）          | 31   | 堺孝       | オートモ号             | 5:10    | 9    | 澤口       | オークランド           | 5:14.5  | 18   | 中村       | チャンドラー           | (不明) |                                     |
| 第2レース（5マイル）          | 20   | 藤本軍次   | アート・ダイムラー     | 4:48    | 8    | 内山辰雄   | チャルマー             | 5:11    | 14   | 森田       | ピアース・アロー       | (不明) |                                     |
| 第3レース（5マイル）          | 21   | 榊原真一   | アート・カーチス       | 4:35.4  | 3    | 内山駒之助 | ホール・スコット       | (不明)  | 22   | 石川元吉   | キャデラック           | (不明) | 1着のレース平均速度はこの日の最速。 |
| 第4レース（10マイル）         | 18   | 中村       | チャンドラー           | 10:10   | 9    | 澤口       | オークランド           | (不明)  |      |            |                        |        |                                     |
| 第5レース（10マイル）         | 11   | 森田       | デビス                 | 11:10   | 23   | 松平       | オーバランド           | (不明)  |      |            |                        |        |                                     |
| 第6レース（10マイル）         | 21   | 榊原真一   | アート・カーチス       | 11:25.2 | 4    | 丸山哲衛   | ロジャー               | (不明)  |      |            |                        |        |                                     |
| 第7レース（10マイル）         | 22   | 石川元吉   | キャデラック           | 11:10.5 | 4    | 丸山哲衛   | ロジャー               | (不明)  |      |            |                        |        |                                     |
| 第8レース（10マイル）         | 22   | 石川元吉   | キャデラック           | 14:49.8 | 18   | 中村       | チャンドラー           | (不明)  | 4    | 丸山哲衛   | ロジャー               | (不明) | 4着は松平（#23）                    |
| 第9レース（15マイル）         | 21   | 榊原真一   | アート・カーチス       | 19:22   | 31   | 堺孝       | オートモ号             | 22:02.2 |      |            |                        |        | 詳細は「#決勝レース」を参照。       |
| 出典:                         |      |            |                        |         |      |            |                        |         |      |            |                        |        |                                     |

## 決勝レース
決勝レースの10周目には路面が崩壊状態となり、コースは深い轍や穴をいくつも持つ泥濘と化した。劣悪な路面で高速走行を続けたことで、多くの車両が足回りに故障を来たして、リタイアに追いやられることになった。
トップはアート・ダイムラー（ダイムラー号）を駆る藤本とアート・カーチス（カーチス号）を駆る榊原によって争われたが、両者ともに悪路に苦戦し、車と運転手たちは泥水まみれとなり、路面の窪みによって、ダイムラー号もカーチス号もしばしば四輪中の二輪を宙に浮かべながらの走行となった。
特に藤本は途中の窪みで跳ね上がった拍子に同乗していたライディングメカニックが車から落ちてしまい、その救助のために停車を余儀なくされた。
藤本を追うカーチス号もエンジンがミスファイヤを起こしたことで速度を落としたため、藤本はリードを保ってレースを進めた。しかし、藤本のダイムラー号もファイナルラップで路面の窪みで後輪車軸を破損してしまい、ゴールまで半周を残して無念のリタイアを喫することになった。
最終的に生き残ったのはカーチス号とオートモ号で、この2台に共通するのは車重の軽さだった。同じアート商会の車両でもカーチス号はダイムラー号よりも軽かったことから、最後まで走り切ることができた。重量が700ポンドしかなく車重が軽いオートモ号は泥の路面の影響が小さく、ドライバーの堺が轍の少ないコース端を選んで走行したため、安定して周回を重ねた。
国産車オートモ号の活躍は観客たちを熱狂させ、ゴール後、白楊社の社長である豊川順彌を胴上げした。
| 順位  | 車番 | ドライバー | 車両               | 周回数 | タイム/リタイア原因          |
| ----- | ---- | ---------- | ------------------ | ------ | ---------------------------- |
| 1     | 21   | 榊原真一   | アート・カーチス   | 15     | 19:22                        |
| 2     | 31   | 堺孝       | オートモ号         | 13     | 22:02.2 ※2周遅れ             |
| DNF   | 7    | 藤本軍次   | アート・ダイムラー | 14     | 後輪車軸を破損。             |
| DNF   | 9    | 澤口       | オークランド       | (不明) | 前輪脱落。                   |
| DNF   | 8    | 内山辰雄   | チャルマー         | (不明) | 後輪車軸を破損。             |
| DNF   | 14   | 森田       | ピアース・アロー   | (不明) | 内部機構に何らかのトラブル。 |
| DNF   | 23   | 松平       | オーバランド       | (不明) | オーバーヒート。             |
| 出典: |      |            |                    |        |                              |